# اعتراضات ۱۹۹۹ لاذقیه
اعتراضات سال ۱۹۹۹ لاذقیه سلسله تظاهرات‌ها خشونت‌بار و درگیری‌های نظامی بود که به دنبال انتخابات پارلمانی ۱۹۹۸ سوریه، در لاذقیه به وقوع پیوست. این رویدادهای خشونت‌آمیز، غلیان خصومت دیرینهٔ میان حافظ اسد و برادر کوچکترش رفعت اسدرفعت بود. در سرکوب طرفداران رفعت اسد و معترضان به نظام سیاسی دو نفر کشته شدند. بنا به منابع مخالفان که دولت آنها را انکار می‌کند، در این اعتراضات صدها تن کشته یا مجروح شدند.